# Riccia limbata
Riccia limbata là một loài rêu trong họ Ricciaceae. Loài này được Bisch. mô tả khoa học đầu tiên năm 1845.
Danh pháp khoa học của loài này chưa được làm sáng tỏ. 